# Großer Preis von Russland 2014
Der Große Preis von Russland 2014 (offiziell 2014 Formula 1 Russian Grand Prix) fand am 12. Oktober auf dem Sochi Autodrom in Sotschi statt und war das 16. Rennen der Formel-1-Weltmeisterschaft 2014.

## Berichte

### Hintergrund
Nach dem Großen Preis von Japan führte Lewis Hamilton in der Fahrerwertung mit zehn Punkten vor Nico Rosberg und mit 73 Punkten vor Daniel Ricciardo. In der Konstrukteurswertung führte Mercedes mit 190 Punkten vor Red Bull-Renault und mit 321 Punkten vor Williams.
Beim Großen Preis von Russland stellte Pirelli den Fahrern die Reifenmischungen P Zero Medium (weiß) und P Zero Soft (gelb) sowie für Nässe Cinturato Intermediates (grün) und Cinturato Full-Wets (blau) zur Verfügung.
Die Strecke verfügte über zwei DRS-Zonen. Die erste Zone begann nach Kurve 1, der Messpunkt befand sich kurz hinter dem Zielstrich. Der zweite Messpunkt lag vor Kurve 9, direkt danach auf der Gegengeraden lag die zweite DRS-Zone.
Nachdem sich Jules Bianchi beim Großen Preis von Japan schwer verletzt hatte, erhielt Marussia-Ersatzpilot Alexander Rossi das Einsatzcockpit. Seine Meldung wurde jedoch bereits am Freitagvormittag zurückgezogen und das Cockpit nicht neu besetzt.
Marcus Ericsson (fünf), Kevin Magnussen, Pastor Maldonado (jeweils vier), Valtteri Bottas, Adrian Sutil (jeweils zwei) und Jean-Éric Vergne (einer) gingen mit Strafpunkten ins Rennwochenende.
Der Große Preis von Russland wurde zum ersten Mal in der Geschichte der Formel-1-Weltmeisterschaft ausgetragen, zuletzt hatte es einen Großen Preis von Russland 1914, also genau vor 100 Jahren, gegeben.
Als Rennkommissare fungierten Gerd Ennser (DEU), Radovan Novak (CZE), Wassili Skryl (RUS) und Danny Sullivan (USA).
Aufgrund des russischen Kriegs in der Ukraine seit 2014 und der völkerrechtswidrigen Annexion der Krim durch Russland sowie der Verwendung großer internationaler Sportveranstaltungen als Propaganda durch Wladimir Putin forderten Politiker und Funktionäre, darunter Ari Vatanen, im Vorfeld die Absage des Rennens. Bernie Ecclestone, dem in den Medien eine Freundschaft mit Putin nachgesagt wird, wies eine politische Rolle der Formel 1 zurück und sagte: Ich sehe kein Problem, wir haben mit Politik nichts zu tun. Diverse Verantwortliche der Teams, darunter John Booth, Federico Gastaldi, Christian Horner, Niki Lauda, Marco Mattiacci, Claire Williams und Toto Wolff beriefen sich im Vorfeld auf die FIA, die das Rennen in den Rennkalender aufgenommen und nicht abgesagt hatte.

### Training
Im ersten freien Training war Rosberg am schnellsten vor Hamilton und Jenson Button. Sergei Sirotkin gab in diesem Training sein Debüt als Freitags-Testfahrer bei Sauber und übernahm das Fahrzeug von Esteban Gutiérrez. Außerdem fuhr bei Caterham Roberto Merhi an Stelle von Kamui Kobayashi. Die Strecke hatte in diesem Training wenig Grip, sodass sich mehrere Piloten verbremsten. Unfälle gab es nicht.
Im zweiten freien Training war Hamilton der Schnellste vor Magnussen und Alonso. Der Zeitunterschied zwischen der Medium- und der Soft-Reifenmischung war erheblich. Das Training wurde etwa zehn Minuten vor Ende unterbrochen, nachdem Ricciardo mit einem Motorschaden ausgerollt war. Der Motor wäre nach dem Training ohnehin ausrangiert worden, sodass der resultierende Motorenwechsel keine Konsequenzen nach sich zog.
Nach den ersten zwei Trainingssitzungen wurde das Tempolimit in der Boxengasse aus Sicherheitsgründen von 80 km/h auf 60 km/h gesenkt.
Im dritten freien Training blieb Hamilton in Führung. Rosberg wurde Zweiter, Bottas Dritter.

### Qualifying
Das Qualifying bestand aus drei Teilen mit einer Nettolaufzeit von 45 Minuten. Im ersten Qualifying-Segment (Q1) hatten die Fahrer 18 Minuten Zeit, um sich für das Rennen zu qualifizieren. Alle Fahrer, die im ersten Abschnitt eine Zeit erzielten, die maximal 107 Prozent der schnellsten Rundenzeit betrug, qualifizierten sich für den Grand Prix. Die besten 16 Fahrer erreichten den nächsten Teil. Hamilton fuhr die schnellste Runde. Die Marussia- und Caterham-Piloten sowie Maldonado und Felipe Massa, der aufgrund eines Problems an der Benzinpumpe deutlich weniger Leistung zur Verfügung hatte, schieden aus.
Der zweite Abschnitt (Q2) dauerte 15 Minuten. Die schnellsten zehn Piloten qualifizierten sich für den dritten Teil des Qualifyings. Hamilton fuhr die schnellste Runde. Die Sauber- und Force-India-Piloten sowie Romain Grosjean und Sebastian Vettel schieden aus.
Der finale Abschnitt (Q3) ging über eine Zeit von zwölf Minuten, in denen die ersten zehn Startpositionen vergeben wurden. Hamilton erzielte die Pole-Position schließlich vor Rosberg und Bottas, der auf seiner letzten Runde einen Fahrfehler in der letzten Kurve beginnt und sich daher, trotz Bestzeiten in den ersten beiden Sektoren, nicht mehr verbessern konnte. Mit Platz fünf erreichte Daniil Kwjat die bis dahin beste Startposition seiner Formel-1-Karriere.
Maldonado wurde wegen einer aus Japan noch offenen Strafversetzung um fünf Positionen nach hinten versetzt und erhielt eine weitere Startplatzstrafe in Höhe von fünf Positionen wegen eines vorzeitigen Getriebewechsels. Max Chilton, Nico Hülkenberg und Magnussen wurden um fünf Positionen nach hinten versetzt, da sie ihr Getriebe vorzeitig wechselten.

### Rennen
Beim Start blieb Hamilton zunächst vorne, Rosberg ging aber vor der zweiten Kurve außen an Hamilton vorbei. Dabei verbremste er sich und fuhr durch die Auslaufzone. Er lag zunächst vor Hamilton, ließ sich aber überholen, da er wegen Vibrationen nach dem Verbremser die Reifen wechseln musste. Er entschied sich für die Medium-Reifenmischung, sodass er keinen weiteren Boxenstopp mehr durchführen brauchte. Auch Massa kam am Ende der ersten Runde in die Box und wechselte von der harten auf die weiche Reifenmischung. Magnussen startete gut und verbesserte sich in der ersten Runde vom elften auf den sechsten Platz. Am Ende der ersten Runde führte Hamilton vor Bottas, Button, Alonso, Vergne, Magnussen, Sebastian Vettel, Kwjat und Ricciardo.
Während Rosberg sich nach vorne arbeitete und mehrere Fahrer überholte, setzte sich Hamilton an der Spitze ab. In der ersten Rennhälfte schied Chilton mit einer defekten Radaufhängung und Kobayashi mit überhitzen Bremsen aus. Die meisten Fahrer setzten auf eine Ein-Stopp-Strategie. Von der Spitzengruppe blieb Hamilton am längsten auf der Strecke, sodass er durchgängig in Führung blieb. Beim Boxenstopp von Alonso gab es ein Problem mit dem Wagenheber, so dass er hinter Magnussen zurückfiel. Bottas blieb nach seinem Stopp vor Rosberg, der an allen anderen Fahrern nach dessen Stopps vorbeigefahren war. Drei Runden nach Bottas’ Stopp überholte Rosberg auch ihn und setzte sich von ihm ab. Den Rückstand auf Hamilton, der zur Zeit des Überholmanövers bei etwa 20 Sekunden lag, konnte er jedoch nicht deutlicher reduzieren.
Im hinteren Teil des Feldes kam es zu einer Berührung zwischen Grosjean und Sutil. Beide Fahrer fuhren weiter. Grosjean erhielt für das Auslösen der Kollision eine Fünf-Sekunden-Zeitstrafe und wurde mit zwei Strafpunkten belegt. Da er bereits zum letzten Mal an der Box gewesen war, wurde die Zeit auf sein Rennergebnis addiert. Die Strafe hatte schlussendlich keinen Einfluss auf das Rennergebnis.
In der Schlussphase des Rennens fuhren Bottas und Rosberg die schnellsten Runden des Rennens. Rosberg, dessen Reifen zum Ende wieder guten Grip boten, fuhr auf 51 Runden alten Reifen in der vorletzten Runde seine schnellste Runde, die zu diesem Zeitpunkt die schnellste Rennrunde war. Bottas unterbot diese Zeit in der Schlussrunde.
Hamilton gewann das Rennen vor Rosberg und Bottas. Mit seinem neunten Sieg wurde Hamilton vorzeitig zum Fahrer mit den meisten Siegen in der Weltmeisterschaft 2014. Button und Magnussen auf den Plätzen vier und fünf erreichten das bis dahin zweitbeste Saisonergebnis für McLaren. Alonso, Ricciardo, Vettel, Räikkönen und Pérez komplettierten die Top 10. Vettel bedauerte nach dem Rennen, dass es aufgrund fehlender Teile nicht in Sotschi möglich war, die Motoreneinheit vollständig zu wechseln und damit die Strafe für das Verwenden von zusätzlichen Elementen auf einer Strecke abzusetzen, die seinem Fahrzeug nicht lag. Für Hamilton war es der 31. Sieg in der Formel-1-Weltmeisterschaft, in der ewigen Bestenliste zog er mit Nigel Mansell auf Platz sechs gleich.
Mercedes sicherte sich mit dem Doppelsieg vorzeitig zum ersten Mal den Gewinn der Konstrukteursweltmeisterschaft. Der Rennstall gewann zuletzt 2009, damals noch unter dem Namen Brawn, den Konstrukteurstitel. Die ersten drei Positionen blieben unverändert. Auch in der Fahrerweltmeisterschaft blieben die ersten drei Positionen unverändert. Nur diese drei Fahrer besaßen nach dem Rennen noch theoretische Titelchancen.

## Meldeliste
| Team                          | Nr. | Fahrer            | Chassis           | Motor                 | Reifen |
| ----------------------------- | --- | ----------------- | ----------------- | --------------------- | ------ |
| Infiniti Red Bull Racing      | 01  | Sebastian Vettel  | Red Bull RB10     | Renault 1.6 V6T       | P      |
| Infiniti Red Bull Racing      | 03  | Daniel Ricciardo  | Red Bull RB10     | Renault 1.6 V6T       | P      |
| Marussia F1 Team              | 04  | Max Chilton       | Marussia MR03     | Ferrari 1.6 V6T       | P      |
| Marussia F1 Team              | 42  | Alexander Rossi   | Marussia MR03     | Ferrari 1.6 V6T       | P      |
| Mercedes AMG Petronas F1 Team | 06  | Nico Rosberg      | Mercedes F1 W05   | Mercedes-Benz 1.6 V6T | P      |
| Mercedes AMG Petronas F1 Team | 44  | Lewis Hamilton    | Mercedes F1 W05   | Mercedes-Benz 1.6 V6T | P      |
| Scuderia Ferrari              | 07  | Kimi Räikkönen    | Ferrari F14 T     | Ferrari 1.6 V6T       | P      |
| Scuderia Ferrari              | 14  | Fernando Alonso   | Ferrari F14 T     | Ferrari 1.6 V6T       | P      |
| Lotus F1 Team                 | 08  | Romain Grosjean   | Lotus E22         | Renault 1.6 V6T       | P      |
| Lotus F1 Team                 | 13  | Pastor Maldonado  | Lotus E22         | Renault 1.6 V6T       | P      |
| Caterham F1 Team              | 09  | Marcus Ericsson   | Caterham CT05     | Renault 1.6 V6T       | P      |
| Caterham F1 Team              | 10  | Kamui Kobayashi   | Caterham CT05     | Renault 1.6 V6T       | P      |
| Caterham F1 Team              | 45  | Roberto Merhi     | Caterham CT05     | Renault 1.6 V6T       | P      |
| Sahara Force India F1 Team    | 11  | Sergio Pérez      | Force India VJM07 | Mercedes-Benz 1.6 V6T | P      |
| Sahara Force India F1 Team    | 27  | Nico Hülkenberg   | Force India VJM07 | Mercedes-Benz 1.6 V6T | P      |
| Williams Martini Racing       | 19  | Felipe Massa      | Williams FW36     | Mercedes-Benz 1.6 V6T | P      |
| Williams Martini Racing       | 77  | Valtteri Bottas   | Williams FW36     | Mercedes-Benz 1.6 V6T | P      |
| McLaren Mercedes              | 20  | Kevin Magnussen   | McLaren MP4-29    | Mercedes-Benz 1.6 V6T | P      |
| McLaren Mercedes              | 22  | Jenson Button     | McLaren MP4-29    | Mercedes-Benz 1.6 V6T | P      |
| Sauber F1 Team                | 21  | Esteban Gutiérrez | Sauber C33        | Ferrari 1.6 V6T       | P      |
| Sauber F1 Team                | 37  | Sergei Sirotkin   | Sauber C33        | Ferrari 1.6 V6T       | P      |
| Sauber F1 Team                | 99  | Adrian Sutil      | Sauber C33        | Ferrari 1.6 V6T       | P      |
| Scuderia Toro Rosso           | 25  | Jean-Éric Vergne  | Toro Rosso STR9   | Renault 1.6 V6T       | P      |
| Scuderia Toro Rosso           | 26  | Daniil Kwjat      | Toro Rosso STR9   | Renault 1.6 V6T       | P      |

Anmerkungen
1. ↑  Rossi wurde von Marussia für den Großen Preis von Russland gemeldet. Am Freitagvormittag gab die FIA Marussias Antrag statt, die Meldung zurückzuziehen.
2. 1 2  Der Caterham mit der Startnummer 45 wurde im ersten freien Training für Merhi eingesetzt. Kobayashi übernahm das Fahrzeug anschließend für das restliche Rennwochenende mit seiner Startnummer 10.
3. 1 2  Der Sauber mit der Startnummer 37 wurde im ersten freien Training für Sirotkin eingesetzt. Gutiérrez übernahm das Fahrzeug anschließend für das restliche Rennwochenende mit seiner Startnummer 21.

## Klassifikationen

### Qualifying
| Pos.                                                                      | Fahrer            | Konstrukteur         | Q1       | Q2       | Q3       | Start |
| ------------------------------------------------------------------------- | ----------------- | -------------------- | -------- | -------- | -------- | ----- |
| 01                                                                        | Lewis Hamilton    | Mercedes             | 1:38,759 | 1:38,338 | 1:38,513 | 01    |
| 02                                                                        | Nico Rosberg      | Mercedes             | 1:39,076 | 1:38,606 | 1:38,713 | 02    |
| 03                                                                        | Valtteri Bottas   | Williams-Mercedes    | 1:39,125 | 1:38,971 | 1:38,920 | 03    |
| 04                                                                        | Jenson Button     | McLaren-Mercedes     | 1:39,560 | 1:39,381 | 1:39,121 | 04    |
| 05                                                                        | Daniil Kwjat      | Toro Rosso-Renault   | 1:40,074 | 1:39,296 | 1:39,277 | 05    |
| 06                                                                        | Kevin Magnussen   | McLaren-Mercedes     | 1:39,735 | 1:39,022 | 1:39,629 | 11    |
| 07                                                                        | Daniel Ricciardo  | Red Bull-Renault     | 1:40,519 | 1:39,666 | 1:39,635 | 06    |
| 08                                                                        | Fernando Alonso   | Ferrari              | 1:40,255 | 1:39,786 | 1:39,709 | 07    |
| 09                                                                        | Kimi Räikkönen    | Ferrari              | 1:40,098 | 1:39,838 | 1:39,771 | 08    |
| 10                                                                        | Jean-Éric Vergne  | Toro Rosso-Renault   | 1:40,354 | 1:39,929 | 1:40,020 | 09    |
| 11                                                                        | Sebastian Vettel  | Red Bull-Renault     | 1:40,382 | 1:40,052 | –        | 10    |
| 12                                                                        | Nico Hülkenberg   | Force India-Mercedes | 1:40,273 | 1:40,058 | –        | 17    |
| 13                                                                        | Sergio Pérez      | Force India-Mercedes | 1:40,723 | 1:40,163 | –        | 12    |
| 14                                                                        | Esteban Gutiérrez | Sauber-Ferrari       | 1:41,159 | 1:40,536 | –        | 13    |
| 15                                                                        | Adrian Sutil      | Sauber-Ferrari       | 1:40,766 | 1:40,984 | –        | 14    |
| 16                                                                        | Romain Grosjean   | Lotus-Renault        | 1:42,526 | 1:41,397 | –        | 15    |
| 17                                                                        | Marcus Ericsson   | Caterham-Renault     | 1:42,648 | –        | –        | 16    |
| 18                                                                        | Felipe Massa      | Williams-Mercedes    | 1:43,064 | –        | –        | 18    |
| 19                                                                        | Kamui Kobayashi   | Caterham-Renault     | 1:43,166 | –        | –        | 19    |
| 20                                                                        | Pastor Maldonado  | Lotus-Renault        | 1:43,205 | –        | –        | 21    |
| 21                                                                        | Max Chilton       | Marussia-Ferrari     | 1:43,649 | –        | –        | 20    |
| 107-Prozent-Zeit: 1:45,672 min (bezogen auf Q1-Bestzeit von 1:38,759 min) |                   |                      |          |          |          |       |

Anmerkungen
1. ↑  Magnussen wurde wegen eines Getriebewechsels um fünf Positionen nach hinten versetzt.
2. ↑  Hülkenberg wurde wegen eines Getriebewechsels um fünf Positionen nach hinten versetzt.
3. ↑  Maldonado wurde wegen einer aus Japan noch offenen Strafversetzung um fünf Positionen nach hinten versetzt. Darüber hinaus wurde er wegen eines Getriebewechsels um fünf Positionen nach hinten versetzt.
4. ↑  Chilton wurde wegen eines Getriebewechsels um fünf Positionen nach hinten versetzt.

### Rennen
| Pos. | Fahrer            | Konstrukteur         | Runden | Stopps | Zeit        | Start | Schnellste Runde |
| ---- | ----------------- | -------------------- | ------ | ------ | ----------- | ----- | ---------------- |
| 01   | Lewis Hamilton    | Mercedes             | 53     | 1      | 1:31:50,744 | 01    | 1:41,606 (48.)   |
| 02   | Nico Rosberg      | Mercedes             | 53     | 1      | + 13,657    | 02    | 1:41,360 (52.)   |
| 03   | Valtteri Bottas   | Williams-Mercedes    | 53     | 1      | + 17,425    | 03    | 1:40,896 (53.)   |
| 04   | Jenson Button     | McLaren-Mercedes     | 53     | 1      | + 30,234    | 04    | 1:41,964 (47.)   |
| 05   | Kevin Magnussen   | McLaren-Mercedes     | 53     | 1      | + 53,616    | 11    | 1:43,076 (44.)   |
| 06   | Fernando Alonso   | Ferrari              | 53     | 1      | + 1:00,016  | 07    | 1:42,179 (53.)   |
| 07   | Daniel Ricciardo  | Red Bull-Renault     | 53     | 1      | + 1:01,812  | 06    | 1:43,050 (50.)   |
| 08   | Sebastian Vettel  | Red Bull-Renault     | 53     | 1      | + 1:06,185  | 10    | 1:42,630 (53.)   |
| 09   | Kimi Räikkönen    | Ferrari              | 53     | 1      | + 1:18,877  | 08    | 1:42,919 (45.)   |
| 10   | Sergio Pérez      | Force India-Mercedes | 53     | 1      | + 1:20,067  | 12    | 1:42,924 (47.)   |
| 11   | Felipe Massa      | Williams-Mercedes    | 53     | 2      | + 1:20,877  | 18    | 1:42,879 (47.)   |
| 12   | Nico Hülkenberg   | Force India-Mercedes | 53     | 1      | + 1:21,309  | 17    | 1:42,685 (50.)   |
| 13   | Jean-Éric Vergne  | Toro Rosso-Renault   | 53     | 1      | + 1:37,295  | 09    | 1:42,550 (53.)   |
| 14   | Daniil Kwjat      | Toro Rosso-Renault   | 52     | 2      | + 1 Runde   | 05    | 1:42,022 (52.)   |
| 15   | Esteban Gutiérrez | Sauber-Ferrari       | 52     | 1      | + 1 Runde   | 13    | 1:44,075 (45.)   |
| 16   | Adrian Sutil      | Sauber-Ferrari       | 52     | 1      | + 1 Runde   | 14    | 1:43,822 (42.)   |
| 17   | Romain Grosjean   | Lotus-Renault        | 52     | 1      | + 1 Runde   | 15    | 1:44,461 (49.)   |
| 18   | Pastor Maldonado  | Lotus-Renault        | 52     | 1      | + 1 Runde   | 21    | 1:44,030 (50.)   |
| 19   | Marcus Ericsson   | Caterham-Renault     | 51     | 2      | + 2 Runden  | 16    | 1:43,979 (48.)   |
| –    | Kamui Kobayashi   | Caterham-Renault     | 21     | 0      | DNF         | 19    | 1:47,407 (17.)   |
| –    | Max Chilton       | Marussia-Ferrari     | 9      | 1      | DNF         | 20    | 1:48,268 (08.)   |

## WM-Stände nach dem Rennen
Die ersten zehn des Rennens bekamen 25, 18, 15, 12, 10, 8, 6, 4, 2 bzw. 1 Punkt(e).

### Fahrerwertung
| Pos. | Fahrer           | Konstrukteur         | Punkte |
| ---- | ---------------- | -------------------- | ------ |
| 01   | Lewis Hamilton   | Mercedes             | 291    |
| 02   | Nico Rosberg     | Mercedes             | 274    |
| 03   | Daniel Ricciardo | Red Bull-Renault     | 199    |
| 04   | Valtteri Bottas  | Williams-Mercedes    | 145    |
| 05   | Sebastian Vettel | Red Bull-Renault     | 143    |
| 06   | Fernando Alonso  | Ferrari              | 141    |
| 07   | Jenson Button    | McLaren-Mercedes     | 94     |
| 08   | Nico Hülkenberg  | Force India-Mercedes | 76     |
| 09   | Felipe Massa     | Williams-Mercedes    | 71     |
| 10   | Kevin Magnussen  | McLaren-Mercedes     | 49     |
| 11   | Sergio Pérez     | Force India-Mercedes | 47     |
| 12   | Kimi Räikkönen   | Ferrari              | 47     |

| Pos. | Fahrer            | Konstrukteur       | Punkte |
| ---- | ----------------- | ------------------ | ------ |
| 13   | Jean-Éric Vergne  | Toro Rosso-Renault | 21     |
| 14   | Romain Grosjean   | Lotus-Renault      | 8      |
| 15   | Daniil Kwjat      | Toro Rosso-Renault | 8      |
| 16   | Jules Bianchi     | Marussia-Ferrari   | 2      |
| 17   | Adrian Sutil      | Sauber-Ferrari     | 0      |
| 18   | Marcus Ericsson   | Caterham-Renault   | 0      |
| 19   | Pastor Maldonado  | Lotus-Renault      | 0      |
| 20   | Esteban Gutiérrez | Sauber-Ferrari     | 0      |
| 21   | Max Chilton       | Marussia-Ferrari   | 0      |
| 22   | Kamui Kobayashi   | Caterham-Renault   | 0      |
| –    | André Lotterer    | Caterham-Renault   | 0      |

### Konstrukteurswertung
| Pos. | Konstrukteur         | Punkte |
| ---- | -------------------- | ------ |
| 01   | Mercedes             | 565    |
| 02   | Red Bull-Renault     | 342    |
| 03   | Williams-Mercedes    | 216    |
| 04   | Ferrari              | 188    |
| 05   | McLaren-Mercedes     | 143    |
| 06   | Force India-Mercedes | 123    |

| Pos. | Konstrukteur       | Punkte |
| ---- | ------------------ | ------ |
| 07   | Toro Rosso-Renault | 29     |
| 08   | Lotus-Renault      | 8      |
| 09   | Marussia-Ferrari   | 2      |
| 10   | Sauber-Ferrari     | 0      |
| 11   | Caterham-Renault   | 0      |